# 정정미
정정미(鄭貞美, 1969년 5월 24일~)는 대한민국의 법조인으로 헌법재판소 재판관(2023. 4.~)이다. 국민권익위원회 비상임위원을 지냈다.

## 생애
1969년 부산에서 태어나 남성여자고등학교, 서울대학교 법과대학을 졸업한 뒤 판사로 임관하였고, 그 후 주로 대전과 충남 지역 법원에서 근무하였다. 김명수 대법원장에 의해 헌법재판소 재판관 후보자로 지명된 뒤, 윤석열 대통령에 의해 2023년 4월 17일에 헌법재판소 재판관으로 임명되었다.